# Władysław Zaczyński

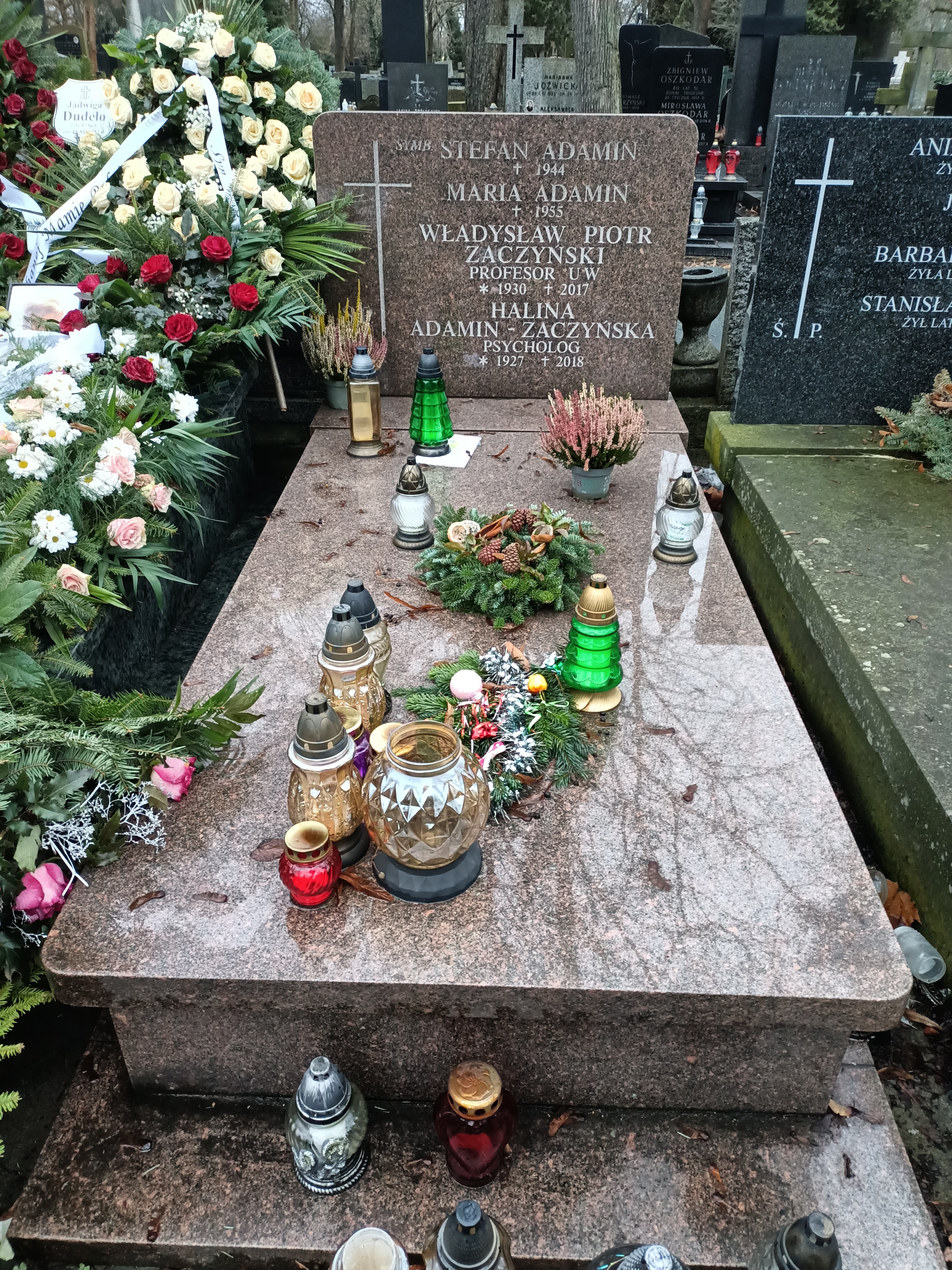
Grób Władysława Zaczyńskiego na Cmentarzu Powązkowskim

Władysław Piotr Zaczyński (ur. 3 maja 1930 w Poznaniu, zm. 23 grudnia 2017) – polski pedagog, profesor nauk humanistycznych, profesor zwyczajny Wydziału Pedagogicznego Uniwersytetu Warszawskiego i innych uczelni, specjalista w zakresie pedagogiki ogólnej.

## Życiorys
W 1954 ukończył studia pedagogiczne na Uniwersytecie Warszawskim. Został nauczycielem akademickim na Wydziale Pedagogicznym tej uczelni. W 1990 uzyskał tytuł naukowy profesora nauk humanistycznych. Został profesorem zwyczajnym UW i kierownikiem Katedry Technologii Kształcenia UW. Był także wykładowcą Mazowieckiej Wyższej Szkoły Humanistyczno-Pedagogicznej w Łowiczu i Górnośląskiej Wyższej Szkoły Pedagogicznej im. Kardynała Augusta Hlonda w Mysłowicach. Był członkiem Komitetu Nauk Pedagogicznych PAN.

## Publikacje
- Statystyka w pracy badawczej nauczyciela, Wydawnictwo ŻAK, Warszawa 1997.
- Poradnik autora prac seminaryjnych, dyplomowych i magisterskich, Wydawnictwo ŻAK, Warszawa 1995.
- Uczenie się przez przeżywanie: rzecz o teorii wielostronnego kształcenia, Wydawnictwo ŻAK, Warszawa 1990.
- Metodologiczna tożsamość dydaktyki, Wydawnictwo Szkolne i Pedagogiczne, Warszawa 1988.
- Praca badawcza nauczyciela, Wydawnictwo Szkolne i Pedagogiczne, Warszawa 1968, 2002.
- Rozwój metody eksperymentalnej i jej zastosowanie w dydaktyce, Wydawnictwo PWN, Warszawa 1967.